# Love the Way You Lie
Love the Way You Lie (englisch für „Ich liebe es, wie du lügst“) ist ein Lied des US-amerikanischen Rappers Eminem, das er zusammen mit der barbadischen Pop- und R&B-Sängerin Rihanna aufnahm. Es ist die zweite Singleauskopplung aus seinem siebten Studioalbum Recovery. Das Lied wurde am 21. Juni 2010 als Download und am 17. August 2010 als CD-Single veröffentlicht. Der Song zählt zu den erfolgreichsten Singles beider Künstler.

## Inhalt

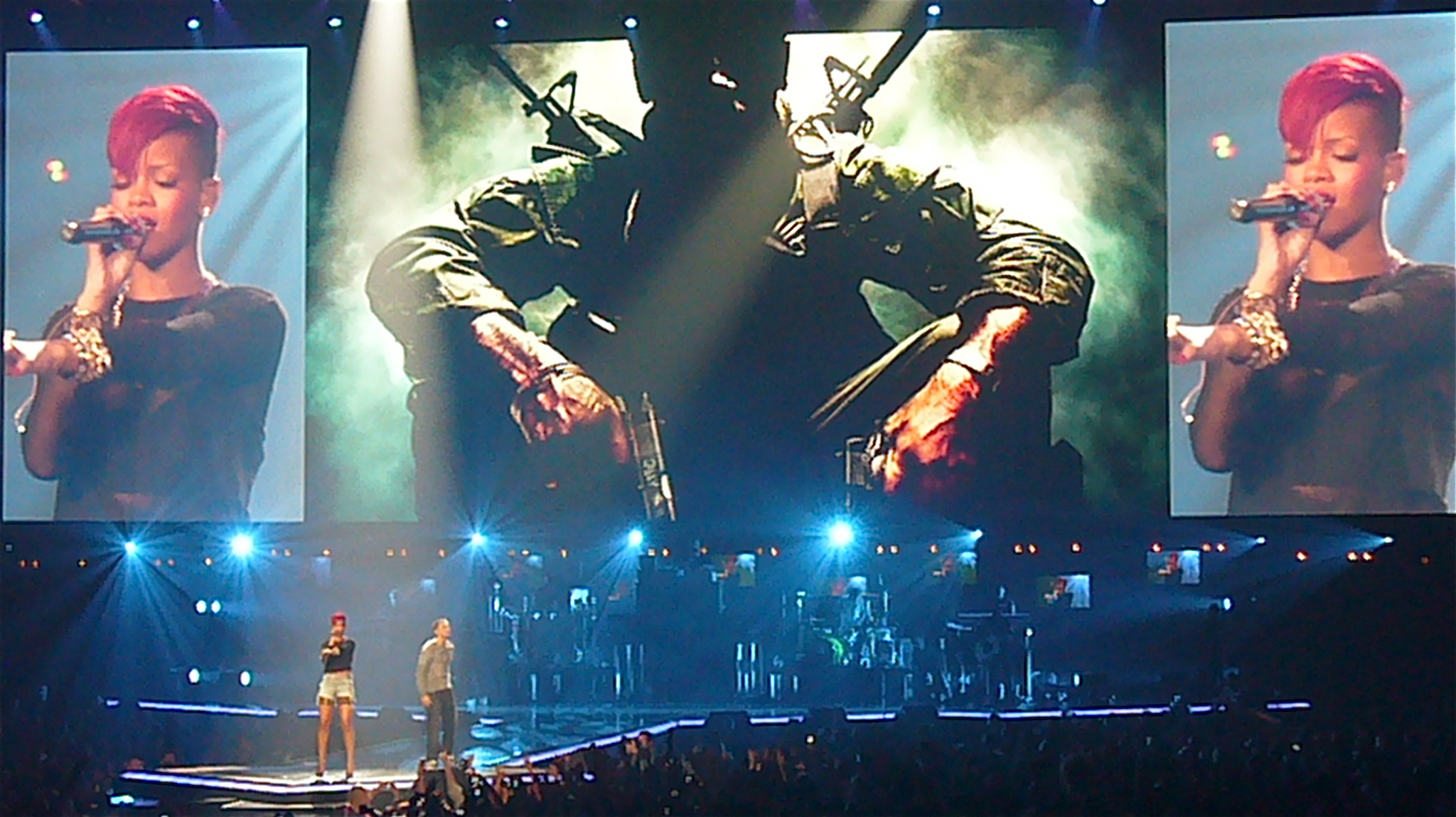
Eminem und Rihanna singen bei einem Konzert Love the Way You Lie

Das Lied beschreibt ein Liebespaar, das eine extreme Hassliebe auslebt. Eminem rappt dabei aus der Sicht des Mannes, lediglich der Refrain wird von Rihanna aus der Sicht der Frau erzählt. Beide verwenden das lyrische Ich in ihren Rollen. In der ersten Strophe beschreibt Eminem metaphorisch seine Hin- und Hergerissenheit zwischen Liebe und Hass zu einer Frau. Außerdem spielt er auf einen vermeintlichen anderen Liebhaber dieser Frau an. Im zweiten Vers schlägt der Hass in Gewalt um und Eminem beschreibt, wie er die Frau zu Boden wirft und mit sich ringt, sich zusammenzureißen. Der dritte Vers handelt davon, dass beide trotz der Gewalt nicht voneinander loslassen können und sich immer wieder versöhnen. Das Lied endet mit den Worten Eminems, falls sie ihn je wieder verlassen würde, würde er sie an das Bett fesseln und das Haus anzünden. Somit schlägt er eine Brücke zum Refrain, in dem Rihanna singt: „Du wirst nur dastehen und zusehen, wie ich brenne“.
Mehrere Journalisten zogen Parallelen vom Inhalt des Liedes zu Eminems Beziehung mit seiner Ex-Frau Kimberley Scott. So wird unter anderem erwähnt, dass der Mann seine Freundin wegen eines Liebhabers schlägt. Dies spielt auf eine Episode aus Mathers’ Leben an, als dieser einen Liebhaber Kimberley Scotts mit einer ungeladenen Waffe bedrohte. Weiterhin wurden Gemeinsamkeiten des Liedes zur Beziehung von Rihanna und Chris Brown, die mit einer gewalttätigen Auseinandersetzung endete, festgestellt.

## Schreibprozess und Produktion
Der Song wurde ursprünglich von dem britischen Produzenten Alex da Kid in London produziert. Nachdem die zu diesem Zeitpunkt noch unbekannte Sängerin Skylar Grey Ende 2009 Interesse an dem Instrumentalstück gezeigt hatte, sendete der Produzent es ihr als E-Mail-Anhang. Grey schrieb einen Refrain und mehrere Strophen und nahm diese in Oregon auf. Anschließend sendete sie den Demosong an Alex da Kid.
Dieser bot ihn Anfang 2010 gemeinsam mit einigen anderen Demos dem Seniordirektor von Shady Records an. Eminem, der zu diesem Zeitpunkt neues Material für sein siebtes Studioalbum Recovery suchte, hörte sich die Demo an und entschied, den Song gemeinsam mit Rihanna verwirklichen zu wollen. Nachdem die Sängerin der Zusammenarbeit zugestimmt hatte, schrieb Eminem die gerappten Strophen, wobei Greys Originalstrophen verworfen wurden.
Während Eminems Teil des Songs in Michigan aufgenommen wurde, fanden Rihannas Aufnahmen in Dublin statt. Makeba Riddick fungierte hierbei als Co-Produzent.

## Musikvideo

### Dreh und Premiere
Das Video zu Love the Way You Lie wurde ab dem 20. Juli 2010 gedreht, Regie führte Joseph Kahn. Am 22. Juli wurden bereits Bilder zum Musikvideo veröffentlicht, die Rihanna vor einem brennenden Haus und Eminem in einem Kornfeld zeigten. Das Video wurde am 5. August 2010 offiziell auf der Internetplattform Vevo vorgestellt. Bereits nach 24 Stunden hatte es 6,6 Millionen Aufrufe, was damals einen Rekord für ein YouTube-Video darstellte. Mittlerweile gehört es mit über drei Milliarden Aufrufen zu den meistgesehenen YouTube-Videos überhaupt.

### Inhalt
Das Video beginnt mit einer Nahaufnahme Rihannas, die den Refrain vor einem brennenden Haus singt. Anschließend wird ein Liebespaar gezeigt, das im Bett liegt und schläft und von den Schauspielern Megan Fox und Dominic Monaghan verkörpert wird. Nachdem die Frau plötzlich aufwacht, beginnt Eminem in einem Kornfeld zu rappen. Die Frau sieht den Namen Cindy und eine Telefonnummer auf der Hand ihres Freundes geschrieben, woraufhin sie diesen tätlich angreift. Der Mann versucht sie zu küssen, doch sie spuckt ihm ins Gesicht. Anschließend will sie das Haus verlassen, aber wird von ihm festgehalten und der Streit setzt sich fort, bis er in eine Kuss-Szene übergeht. Rihanna beginnt wieder zu singen und es werden Rückblenden gezeigt, wie sich das Paar in einer Bar kennenlernte. Das Video wechselt wieder in die Gegenwart zurück und der Mann entschuldigt sich, indem er der Frau einen Teddybär schenkt. Eine weitere Rückblende zeigt, wie der Mann aus Eifersucht eine andere Person in einer Bar angreift. Nun rappt Eminem den letzten Vers neben Rihanna vor dem brennenden Haus. Nach der vermeintlichen Versöhnung entfernt sich die Frau von ihrem Freund und versucht sich einzuschließen, um weitere Gewalt zu vermeiden, doch dieser folgt ihr und beginnt erneut, sie zu schlagen. Anschließend steht das Paar küssend in Flammen inmitten des brennenden Hauses. In der letzten Szene liegen beide wieder wie zu Beginn des Videos schlafend im Bett.

## Single

### Covergestaltung
Das Singlecover ist in schwarz-weiß gehalten. Es zeigt Eminem im linken Bildteil gegen einen Zaun gelehnt, der den restlichen Teil der Illustration einnimmt. Am unteren Rand stehen in unterschiedlicher Größe die Schriftzüge Eminem, Love The Way You Lie und Featuring Rihanna.

### Chartplatzierungen
In der ersten Woche verkaufte sich das Lied 338.000 Mal als Download in den USA und erreichte direkt den zweiten Platz der Billboard Hot 100. In der nächsten Woche wurde der Song weitere 228.000 Mal heruntergeladen und erreichte am 31. Juli 2010 schließlich Platz eins der US-Charts. Er ist der vierte Nummer-eins-Hit für Eminem in den USA sowie der siebte für Rihanna.
In Deutschland konnte der Titel ebenfalls durch reine Downloadverkäufe in der 33. Kalenderwoche 2010 auf Platz 18 in die Charts einsteigen. Er stieg in den folgenden Wochen bis auf Platz 1 und war damit für Eminem nach Stan (2001) und Without Me (2002) nach acht Jahren erstmals wieder ein Nummer-eins-Hit in Deutschland. Der Song konnte sich insgesamt 43 Wochen in den deutschen Top 100 halten und war damit bis 2022 Eminems längstplatziertes Lied. Erst ab 2022 wurde er von Without Me und Mockingbird (2005) wieder überholt, als diese dank Streaming ihre Wochenzahl vergrößern konnten.
| ChartsChartplatzierungen       | Höchstplatzierung | Wochen |
| ------------------------------ | ----------------- | ------ |
| Deutschland (GfK)              | 1 (43 Wo.)        | 43     |
| Österreich (Ö3)                | 1 (50 Wo.)        | 50     |
| Schweiz (IFPI)                 | 1 (50 Wo.)        | 50     |
| Vereinigte Staaten (Billboard) | 1 (29 Wo.)        | 29     |
| Vereinigtes Königreich (OCC)   | 2 (59 Wo.)        | 59     |

| ChartsJahrescharts (2010)      | Platzierung |
| ------------------------------ | ----------- |
| Deutschland (GfK)              | 11          |
| Österreich (Ö3)                | 5           |
| Schweiz (IFPI)                 | 3           |
| Vereinigte Staaten (Billboard) | 7           |
| Vereinigtes Königreich (OCC)   | 1           |

| ChartsJahrescharts (2010–2019) | Platzierung |
| ------------------------------ | ----------- |
| Österreich (Ö3)                | 39          |
| Vereinigte Staaten (Billboard) | 46          |
| Vereinigtes Königreich (OCC)   | 45          |

### Auszeichnungen für Musikverkäufe
Die weltweiten Verkaufszahlen von Love the Way You Lie belaufen sich auf über 21 Millionen Exemplare. Damit ist das Lied für beide Künstler eine der kommerziell erfolgreichsten Singles. Allein die Verkäufe in den USA belaufen sich auf mehr als 13 Millionen Exemplare, wobei hierin die Aufrufe des dazugehörigen Musikvideos und Songstreams im Internet einberechnet wurden. Das Lied wurde somit in den Vereinigten Staaten mit 13-fach Platin ausgezeichnet. Die Zahl legaler Downloads in den Vereinigten Staaten liegt bei über fünf Millionen. Für mehr als 600.000 verkaufte Einheiten wurde der Song außerdem mit Doppel-Platin in Deutschland ausgezeichnet.
| Land/Region                  | Auszeichnungen für Musikverkäufe (Land/Region, Auszeichnung, Verkäufe) | Verkäufe   |
| ---------------------------- | ---------------------------------------------------------------------- | ---------- |
| Australien (ARIA)            | 18× Platin                                                             | 1.260.000  |
| Belgien (BRMA)               | Gold                                                                   | 15.000     |
| Brasilien (PMB)              | 3× Diamant                                                             | 750.000    |
| Dänemark (IFPI)              | 3× Platin                                                              | 270.000    |
| Deutschland (BVMI)           | 2× Platin                                                              | 600.000    |
| Frankreich (SNEP)            | —                                                                      | 145.000    |
| Italien (FIMI)               | 3× Platin                                                              | 300.000    |
| Japan (RIAJ)                 | Gold                                                                   | 100.000    |
| Neuseeland (RMNZ)            | 6× Platin                                                              | 180.000    |
| Österreich (IFPI)            | 4× Platin                                                              | 120.000    |
| Russland (NFPF)              | 3× Platin                                                              | 600.000    |
| Schweiz (IFPI)               | 3× Platin                                                              | 90.000     |
| Spanien (Promusicae)         | 2× Platin                                                              | 120.000    |
| Südkorea (KMCA)              | —                                                                      | 1.213.252  |
| Vereinigte Staaten (RIAA)    | 13× Platin                                                             | 13.000.000 |
| Vereinigtes Königreich (BPI) | 5× Platin                                                              | 3.000.000  |
| Insgesamt                    | 2× Gold · 52× Platin · 4× Diamant ·                                    | 21.763.252 |

Hauptartikel: Eminem/Auszeichnungen für Musikverkäufe

## Preise/Nominierungen

### Gewonnen
- Barbados Music Awards
  - 2011: in der Kategorie "Best Collaboration"

- People’s Choice Award
  - 2011: in der Kategorie "Favorite Music Video"
  - 2011: in der Kategorie "Favorite Song"

- Soul Train Awards
  - 2010: in der Kategorie "Best Hip-Hop Song of the Year"

- Teen Choice Awards
  - 2010: in der Kategorie "Choice Music: Rap/Hip-Hop Track"

### Nominiert
- Grammy Awards
  - 2011: in der Kategorie "Record of the Year"
  - 2011: in der Kategorie "Song of the Year"
  - 2011: in der Kategorie "Best Rap Song"
  - 2011: in der Kategorie "Best Rap/Sung Collaboration"
  - 2011: in der Kategorie "Best Short Form Music Video"

- MTV Europe Music Awards
  - 2010: in der Kategorie "Song of the Year"
  - 2010: in der Kategorie "Video of the Year"

- NACCP Image Awards
  - 2011: in der Kategorie "Best Collaboration"

- NRJ Music Awards
  - 2011: in der Kategorie "Best International Song"
  - 2011: in der Kategorie "Video of the Year"

## Fortsetzung
Auf Rihannas fünftem Studioalbum Loud ist der Song Love the Way You Lie (Part II) enthalten. Er beschreibt die Geschehnisse nach Ende des ersten Teils aus der Sicht der Frau, auch Eminem ist im zweiten Teil mit einer Strophe vertreten.